# Francesco Boaretti
Francesco Boaretti (Masi, Pàdua, 1748 - Venècia, 1799), fou un professor, hel·lenista i traductor venecià. Traduí del grec a l'italià cinc tragèdies d'Eurípides, Les Traquínies de Sòfocles, l'himne homèric a Demèter; i, de l'hebreu, l'Eclesiastés, el Llibre de la Saviesa i els Salms. Feu una versió en vènet de la Ilíada d'Homer, en ottava rima, amb el títol d'Omero in Lombardia, publicada a Venècia en dos volums el 1788.
- Omero in Lombardia, vol. 1, 1788

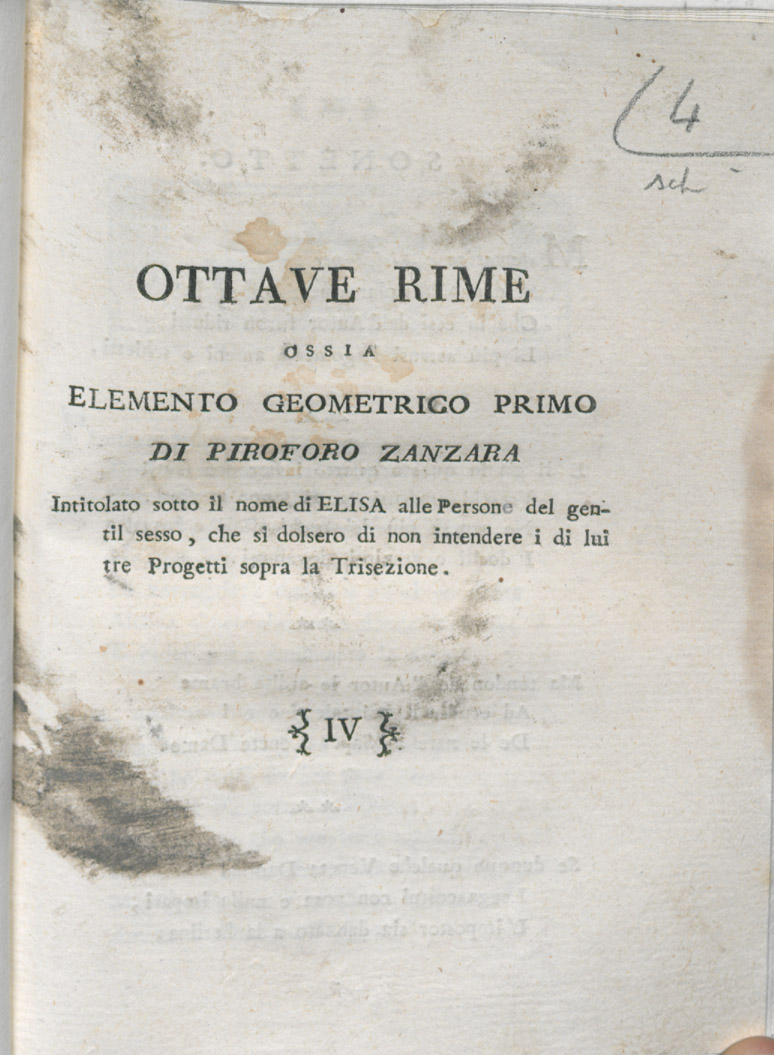
Ottave rime, 1793